# Gabriella Åberg
Gabriella (Ella) Vilhelmina Lovisa Åberg, född 12 mars 1875 i Helsingfors, död 12 oktober 1959 i Stockholm, var en svensk skådespelare. 
Hon var elev vid Kungliga Operan 1891–1893, engagerad vid Vasateatern 1893–1895, och därefter hos Albert Ranft. 
Bland hennes roller märks Hetty i Niobe, Susanna i Öregrund–Östhammar, Stina i Siri Brahe och Johan Gyllenstjerna, Ingeborg i Engelbrekt och hans dalkarlar, Bettina i Undangömd lycka, Lotten i Hattmakarens bal och Mizzi i Älskog.
Hon gifte sig 1899 med direktör Fredrik Zethraeus. Makarna är begravda på Norra begravningsplatsen utanför Stockholm.